# Ingrid Vargas Calvo
Ingrid Esperanza Vargas Calvo (27 de diciembre de 1989) es una jugadora de tenis profesional de Perú que ha ganado dos títulos de dobles de la Federación Internacional de Tenis.

## Trayectoria
Comenzó a disputar torneos junior de la Federación Internacional de Tenis en 2004 en Lima tanto en individual como en dobles. Al año siguiente volvió a disputar el torneo junior en Lima y ganó el título a la ecuatoriana Claudine Paulson. Ese año ya empezó a disputar torneos profesionales, aunque los dos siguientes años volvió a disputar dos torneos más como junior.

## Finales de la ITF (2–2)

### Individuales (0–1)
| Leyenda             |
| ------------------- |
| Torneos de $100,000 |
| Torneos de $75,000  |
| Torneos de $50,000  |
| Torneos de $25,000  |
| Torneos de $10,000  |

| Finales por superficie |
| ---------------------- |
| Dura (0–0)             |
| Arcilla (0–1)          |
| Hierba (0–0)           |
| Carpeta (0–0)          |

| Resultado   | N.º | Fecha              | Torneo             | Superficie | Rival              | Marcador |
| ----------- | --- | ------------------ | ------------------ | ---------- | ------------------ | -------- |
| Subcampeona | 1.  | 9 de julio de 2007 | Bogotá 1, Colombia | Arcilla    | Viky Núñez Fuentes | 5–7, 2–6 |

### Dobles (2–1)
| Leyenda             |
| ------------------- |
| Torneos de $100,000 |
| Torneos de $75,000  |
| Torneos de $50,000  |
| Torneos de $25,000  |
| Torneos de $10,000  |

| Finales por superficie |
| ---------------------- |
| Dura (1–1)             |
| Arcilla (1–0)          |
| Hierba (0–0)           |
| Carpeta (0–0)          |

| Resultado   | N.º | Fecha                 | Torneo                     | Superficie | Compañera            | Rival                                      | Marcador         |
| ----------- | --- | --------------------- | -------------------------- | ---------- | -------------------- | ------------------------------------------ | ---------------- |
| Campeona    | 1.  | 20 de junio de 2011   | Zacatecas, México          | Dura       | Ana Paula de la Peña | Whitney Jones Hilary Toole                 | 3–6, 7–5, 6–4    |
| Campeona    | 2.  | 16 de abril de 2012   | Arequipa, Perú             | Arcilla    | Erin Clark           | Patricia Kú Flores Katherine Miranda Chang | 7–6(7–2), 7–5    |
| Subcampeona | 3.  | 15 de octubre de 2012 | Ciudad de México 2, México | Dura       | Covadonga Muradas    | Beatriz Ríos Paula Catalina Robles García  | 6–1, 2–6, [3–10] |

## Participaciones en Fed Cup

### Individual
| Edición      | Etapa               | Fecha               | Lugar                               | Rival  | Superficie | Rivales                     | V/D | Marcador |
| ------------ | ------------------- | ------------------- | ----------------------------------- | ------ | ---------- | --------------------------- | --- | -------- |
| Fed Cup 2009 | Grupo de América II | 24 de abril de 2009 | Santo Domingo, República Dominicana | Chile  | Dura       | Melisa Miranda Otarola      | D   | 2–6, 4–6 |
| Fed Cup 2009 | Grupo de América II | 25 de abril de 2009 | Santo Domingo, República Dominicana | Panamá | Dura       | Anabelle Espinosa de Hilton | V   | 6–3, 7–5 |